# Ornebius syrticus
Ornebius syrticus is een rechtvleugelig insect uit de familie Mogoplistidae. De wetenschappelijke naam van deze soort is voor het eerst geldig gepubliceerd in 1912 door Bolívar.
1. ↑  (en) Ornebius syrticus op de IUCN Red List of Threatened Species.